# NEWニューヨーク
『NEWニューヨーク』（ニューニューヨーク）は、2021年4月2日から2023年3月30日まで、テレビ朝日の『バラバラ大作戦』（第1部）→『スーパーバラバラ大作戦』（第2部）内で放送されていたバラエティ番組。ニューヨークの地上波初レギュラー冠番組。

## 概要
ニューヨークの2人が、日本人を魅了してきた伝説のバラエティー企画に “ニューヨークならではの魅せ方” を加えて、定番人気企画の新しい笑い方を生み出していく番組。初回放送のテーマは「NEWタライ落とし」。
2021年2月28日、ニューヨークが公式YouTubeチャンネルで毎週配信しているラジオ番組『ニューヨークのニューラジオ』第99回の生配信中にテレビ朝日スタッフが突撃訪問し、2人のテレビ初冠番組の決定がサプライズ報告された。
2021年7月21日、当番組の放送枠「バラバラ大作戦」全14番組を対象とした投票企画「第2回バラバラ大選挙」においてテレ朝スタッフが選ぶ第1位に決定し、視聴者投票グランプリの『キョコロヒー』とともに特番化の権利を獲得した。
2022年2月3日、「第3回バラバラ大選挙」において再びテレ朝グランプリに選ばれ、木曜25時56分の20分枠から水曜23時45分の30分枠（スーパーバラバラ大作戦）へ昇格。視聴者グランプリの『ハマスカ放送部』とともにスペシャル番組オンエアの権利を獲得した。
『くりぃむナンタラ』の枠移動に伴い、本番組は2023年3月をもって終了。

## 出演者
- ニューヨーク（嶋佐和也、屋敷裕政）

## エンディングテーマ
2022年
- 02月：My Best Friend「青春ユルタナティブ」
- 03月：アルステイク「チェリーメリー」

## ネット局と放送時間

### バラバラ大作戦時代
| 放送対象地域 | 放送局                   | 系列           | 放送時間                     | 放送期間                                             | 遅れ       |
| ------------ | ------------------------ | -------------- | ---------------------------- | ---------------------------------------------------- | ---------- |
| 関東広域圏   | テレビ朝日（EX）         | テレビ朝日系列 | 金曜 1:56 - 2:16（木曜深夜） | 2021年4月2日（1日深夜）- 2022年3月25日（24日深夜）   | 制作局     |
| 北海道       | 北海道テレビ（HTB）      | テレビ朝日系列 | 土曜 0:35 - 0:55（金曜深夜） | 2021年4月24日（23日深夜） - 2021年10月2日（1日深夜） | 遅れネット |
| 青森県       | 青森朝日放送（ABA）      | テレビ朝日系列 | 金曜 0:45 - 1:05（木曜深夜） | 不明 - 不明                                          | 遅れネット |
| 静岡県       | 静岡朝日テレビ（SATV）   | テレビ朝日系列 | 水曜 1:20 - 1:40（火曜深夜） | 不明 - 不明                                          | 遅れネット |
| 福岡県       | 九州朝日放送（KBC）      | テレビ朝日系列 | 木曜 1:20 - 1:40（水曜深夜） | 2021年4月15日（14日深夜） - 不明                     | 遅れネット |
| 広島県       | 広島ホームテレビ（HOME） | テレビ朝日系列 | 木曜 0:15 - 1:35（水曜深夜） | 2021年7月8日（7日深夜） - 不明                       | 遅れネット |

### 水曜スーパーバラバラ大作戦時代
| 放送対象地域   | 放送局                       | 系列           | 放送日時                     | 遅れ          |
| -------------- | ---------------------------- | -------------- | ---------------------------- | ------------- |
| 関東広域圏     | テレビ朝日（EX）             | テレビ朝日系列 | 水曜 23:45 - 翌0:15          | 制作局        |
| 北海道         | 北海道テレビ（HTB）          | テレビ朝日系列 | 水曜 23:45 - 翌0:15          | 同時ネット    |
| 青森県         | 青森朝日放送（ABA）          | テレビ朝日系列 | 水曜 23:45 - 翌0:15          | 同時ネット    |
| 岩手県         | 岩手朝日テレビ（IAT）        | テレビ朝日系列 | 水曜 23:45 - 翌0:15          | 同時ネット    |
| 宮城県         | 東日本放送（khb）            | テレビ朝日系列 | 水曜 23:45 - 翌0:15          | 同時ネット    |
| 秋田県         | 秋田朝日放送（AAB）          | テレビ朝日系列 | 水曜 23:45 - 翌0:15          | 同時ネット    |
| 山形県         | 山形テレビ（YTS）            | テレビ朝日系列 | 水曜 23:45 - 翌0:15          | 同時ネット    |
| 福島県         | 福島放送（KFB）              | テレビ朝日系列 | 水曜 23:45 - 翌0:15          | 同時ネット    |
| 長野県         | 長野朝日放送（abn）          | テレビ朝日系列 | 水曜 23:45 - 翌0:15          | 同時ネット    |
| 新潟県         | 新潟テレビ21（UX）           | テレビ朝日系列 | 水曜 23:45 - 翌0:15          | 同時ネット    |
| 静岡県         | 静岡朝日テレビ（SATV）       | テレビ朝日系列 | 水曜 23:45 - 翌0:15          | 同時ネット    |
| 石川県         | 北陸朝日放送（HAB）          | テレビ朝日系列 | 水曜 23:45 - 翌0:15          | 同時ネット    |
| 中京広域圏     | 名古屋テレビ（メ〜テレ/NBN） | テレビ朝日系列 | 水曜 23:45 - 翌0:15          | 同時ネット    |
| 広島県         | 広島ホームテレビ（HOME）     | テレビ朝日系列 | 水曜 23:45 - 翌0:15          | 同時ネット    |
| 山口県         | 山口朝日放送（yab）          | テレビ朝日系列 | 水曜 23:45 - 翌0:15          | 同時ネット    |
| 香川県・岡山県 | 瀬戸内海放送（KSB）          | テレビ朝日系列 | 水曜 23:45 - 翌0:15          | 同時ネット    |
| 愛媛県         | 愛媛朝日テレビ（eat）        | テレビ朝日系列 | 水曜 23:45 - 翌0:15          | 同時ネット    |
| 福岡県         | 九州朝日放送（KBC）          | テレビ朝日系列 | 水曜 23:45 - 翌0:15          | 同時ネット    |
| 長崎県         | 長崎文化放送（ncc）          | テレビ朝日系列 | 水曜 23:45 - 翌0:15          | 同時ネット    |
| 熊本県         | 熊本朝日放送（KAB）          | テレビ朝日系列 | 水曜 23:45 - 翌0:15          | 同時ネット    |
| 大分県         | 大分朝日放送（OAB）          | テレビ朝日系列 | 水曜 23:45 - 翌0:15          | 同時ネット    |
| 鹿児島県       | 鹿児島放送（KKB）            | テレビ朝日系列 | 水曜 23:45 - 翌0:15          | 同時ネット    |
| 沖縄県         | 琉球朝日放送（QAB）          | テレビ朝日系列 | 水曜 23:45 - 翌0:15          | 同時ネット    |
| 近畿広域圏     | 朝日放送テレビ（ABC TV）     | テレビ朝日系列 | 木曜 1:02 - 1:32（水曜深夜） | 1時間17分遅れ |

## スタッフ
- ナレーター：トビー上原
- ロケ技術：柴田哲志
- 美術：近藤千春
- 美術進行：髙木由樹
- ロゴデザイン：小倉ヨシヒロ
- 編集：小山雄一郎
- MA：近藤拓弥
- 編集協力：TSP-WARP
- 音効：岡田淳一
- TK：高橋由佳
- 編成：岡村地郎、林智乃
- 宣伝：岸田慎介
- デスク：北谷みづき
- 制作協力：BakaBest
- 構成：日高ユウキ、関野樹
- 制作スタッフ：加賀祐太、児玉理緒、増村陽太
- ディレクター：秋山真彦、槇雄介、田中万莉子（以前は制作スタッフ）、高野綾香
- 演出：宮崎浩一
- プロデューサー：川添浩平、森伸太郎
- ゼネラルプロデューサー：本部純
- 制作：テレビ朝日ソリューション本部コンテンツ編成局第2制作部
- 制作著作：テレビ朝日